# Platte County (Missouri)
Platte County is een county in de Amerikaanse staat Missouri.
De county heeft een landoppervlakte van 1.089 km² en telt 73.781 inwoners (volkstelling 2000). De hoofdplaats is Platte City.

## Bevolkingsontwikkeling

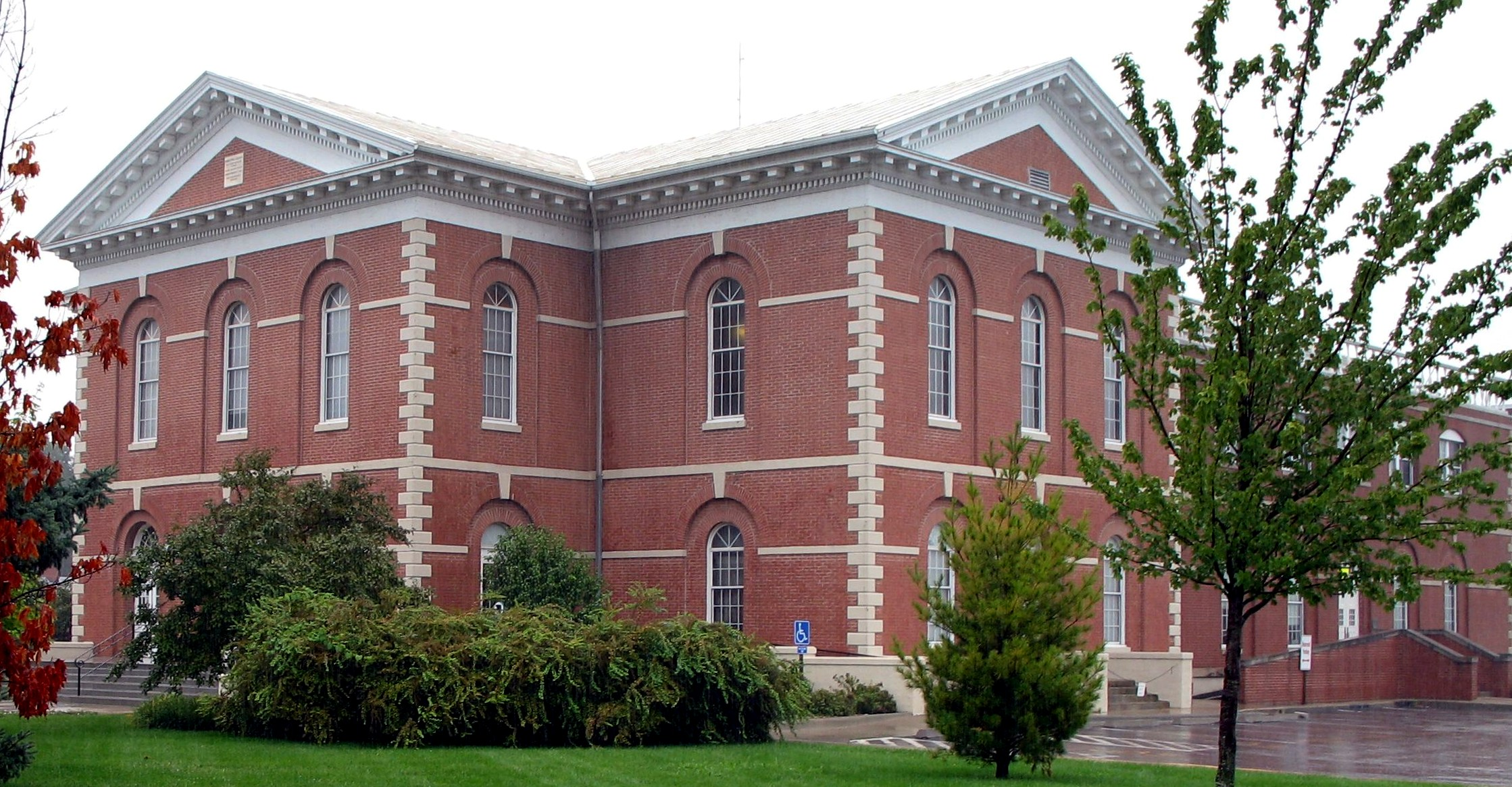
Platte County Courthouse